# Ussara ancobathra
Ussara ancobathra är en fjärilsart som beskrevs av Edward Meyrick 1932. Ussara ancobathra ingår i släktet Ussara och familjen gnuggmalar. Inga underarter finns listade i Catalogue of Life.